# Fourchette et sac à dos
Fourchette et sac à dos est une série documentaire produite par Coyote et J. A. Productions, créée en 2007 et diffusée jusqu'en 2012.
Elle suit Julie Andrieu dans ses voyages au cœur des cultures culinaires des quatre coins de la planète. En 2011, après cinq saisons, Julie Andrieu annonce suspendre la présentation de l'émission pendant un an pour se consacrer à un autre projet sur France 5,.
En 2016, elle est rediffusée sur la chaîne Numéro 23, mais aucun nouvel épisode n'a été tourné.

## Épisodes
| N° | Destination          | Nb. de parties (26 minutes) | Date de 1re diffusion | Saison |
| -- | -------------------- | --------------------------- | --------------------- | ------ |
| 1  | Brésil               | 2                           | NC                    | 2      |
| 2  | Cameroun             | 2                           | NC                    | 2      |
| 3  | Italie, Sicile       | 2                           | NC                    | 2      |
| 4  | Japon                | 3                           | NC                    | 2      |
| 5  | Écosse               | 2                           | NC                    | 2      |
| 6  | Turquie              | 2                           | NC                    | 2      |
| 7  | Canada, Québec       | 2                           | NC                    | 2      |
| 8  | Mexique              | 2                           | NC                    | 1      |
| 9  | Maroc                | 2                           | NC                    | 1      |
| 10 | Inde                 | 2                           | NC                    | 1      |
| 11 | Grèce                | 2                           | NC                    | 1      |
| 12 | France, Tahiti       | 2                           | NC                    | 1      |
| 13 | Viêt Nam             | 3                           | NC                    | 3      |
| 14 | Pérou                | 1                           | NC                    | 3      |
| 15 | Espagne, Andalousie  | 2                           | NC                    | 3      |
| 16 | France, La Réunion   | 2                           | NC                    | 3      |
| 17 | Italie, Rome         | 1                           | NC                    | 3      |
| 18 | Indonésie, Bali      | 1                           | NC                    | 4      |
| 19 | Liban                | 3                           | NC                    | 4      |
| 20 | Norvège              | 2                           | NC                    | 4      |
| 21 | Afrique du Sud       | 1                           | NC                    | 4      |
| 22 | États-Unis, New York | 3                           | NC                    | 4      |
| 23 | France, Saint-Tropez | 2                           | NC                    | 4      |
| 24 | Royaume-Uni, Londres | 1                           | NC                    | 5      |
| 25 | Italie du Nord       | 1                           | NC                    | 5      |
| 26 | Suisse               | 1                           | NC                    | 5      |
| 27 | Portugal             | 1                           | NC                    | 5      |
| 28 | Allemagne, Berlin    | 1                           | NC                    | 5      |